# Новакович, Игор
Игор Новакович (хорв. Igor Novaković; 24 мая 1979, Карловац, Югославия) — хорватский футболист, играл на позициях полузащитника и нападающего.

## Карьера
Воспитанник клуба «Карловац», где и начинал профессиональную карьеру. В 2000 году Новакович перешёл в «Хрватски Драговоляц». В 2001 году был арендован клубом «Кроация» Сесвете. Далее играл в «Загребе» и в «Риеке», в составе которой в 2005 и 2006 году выигрывал Кубок страны и был близок к победе в чемпионате в 2006 году, после того, когда «Риека» закончил сезон на втором месте. В июле 2006 года был заявлен за «Томь». Дебютировал в российской премьер-лиге 30 июля в домашнем матче против казанского «Рубина», выйдя на замену на 83-й минуте матча вместо Дениса Киселёва. Зимой 2007 года был отдан в аренду в «Риеку». Вернувшись в Томск, в оставшейся части сезона 2007 года провёл лишь один матч, выйдя на замену в матче против «Ростова». В июле 2008 года обоюдному согласию разорвал действующий контракт и вскоре вернулся в «Риеку». Далее играл в кувейтском клубе «Аль-Араби», словенском «Копере», австрийском «Вайце». Завершал карьеру в «Карловаце».